# Barque
Pour les articles homonymes, voir Barque (homonymie).
Une barque est un type d'embarcation mû à l'aviron, à la rame ou au moteur, de petite taille (6 à 7 mètres maximum), généralement sans gréement et non ponté.

## Variantes

### Dénominations diverses

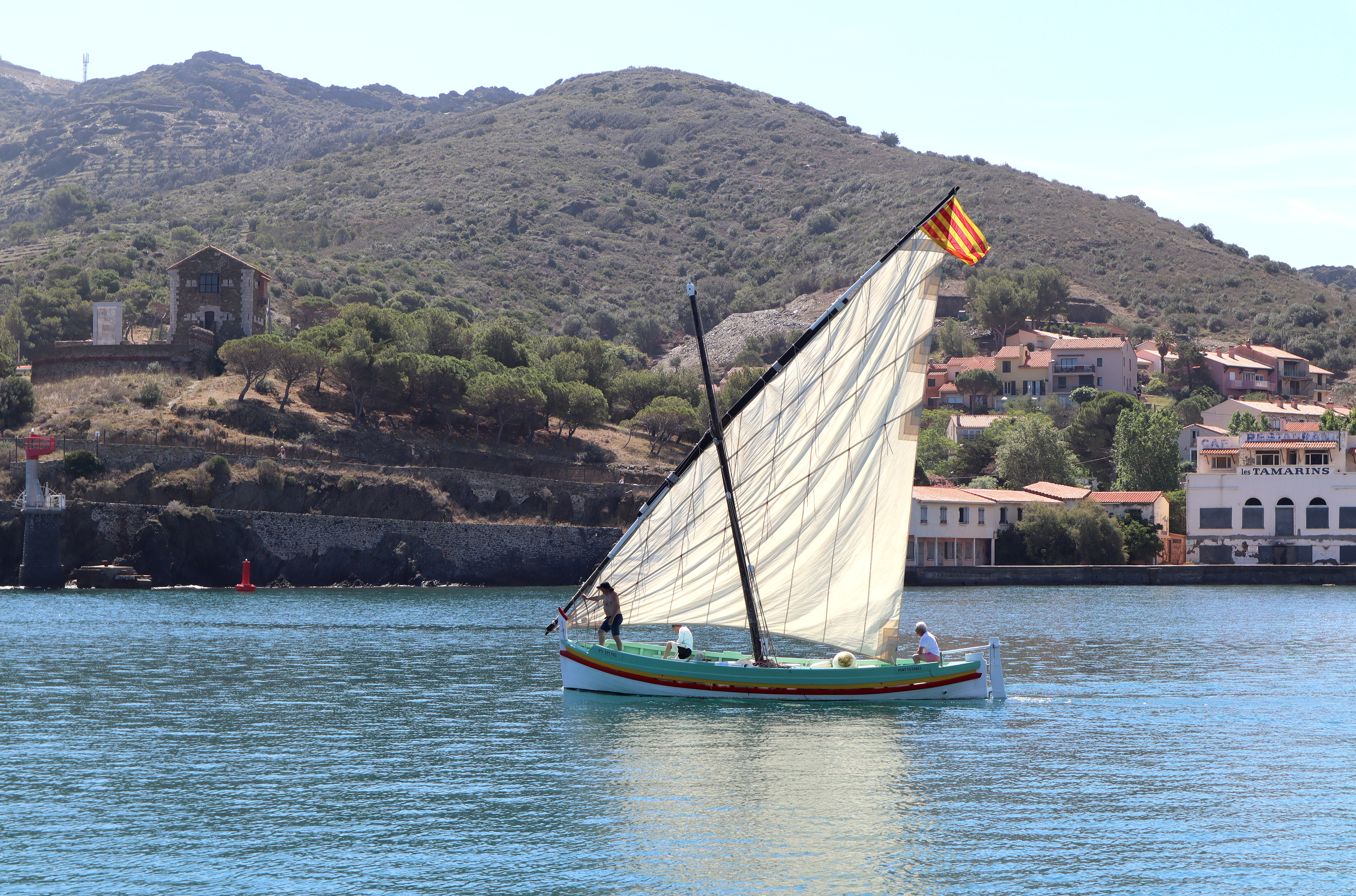
Catalan barque historique au port de Port-Vendres, France.

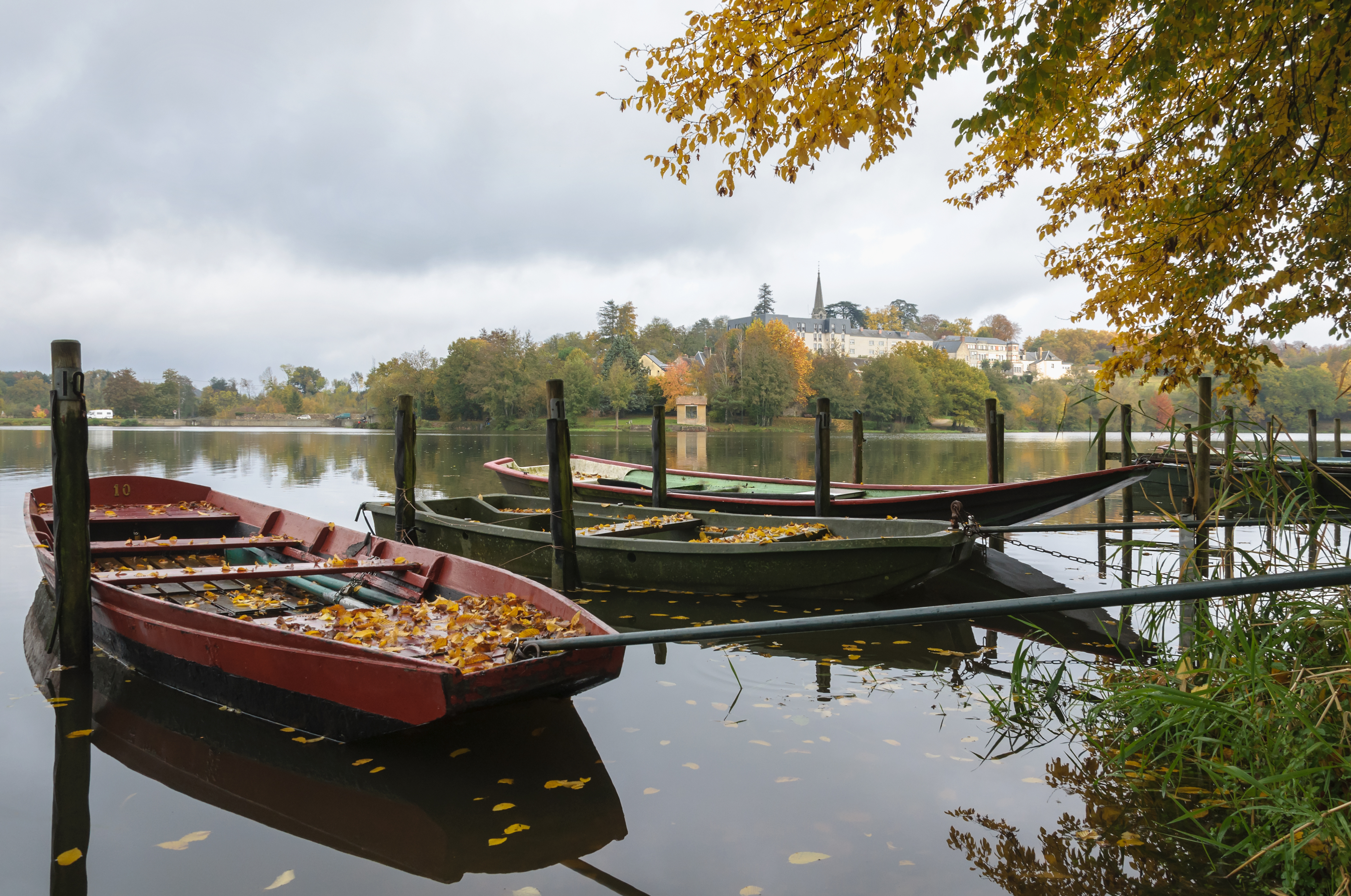
Barques à fond plat sur un étang en Indre-et-Loire, France.

- « Barque » désigne en anglais certains types de gréements : trois-mâts barque, quatre-mâts barque
- Les barques catalanes sont des embarcations de pêche traditionnelles à une voile latine ayant été utilisées sur la côte française de la mer Méditerranée jusqu'au début du XXe siècle. Voir également l'article sur les barquettes marseillaises.
- Les barques du Léman (ou de Meillerie) sont des embarcations à voiles latines utilisées sur le Léman jusqu'au début du XXe siècle pour le transport de marchandises ; un musée leur est consacré. Cinq naviguent aujourd'hui à des fins de plaisance.
- La barque de sauvetage est un sport nautique.

### Dans l'Égypte antique
L'Égypte antique est une civilisation centrée sur le Nil ; le rôle des bateaux y est donc important, et les barques divines sont un symbole récurrent de la mythologie. On trouve notablement :
- la barque Henou, barque sacrée du dieu Sokaris (les fêtes associées montraient également les déesses Hathor, Ouadjit, Shesmetet, Bastet et Sekhmet dans des barques) ;
- la barque solaire, symbolisant le cycle journalier et donc associée au dieu Rê ; elle possède deux formes :
  - la barque Mândjyt, le jour,
  - et la barque Mésektet, la nuit ;
- la barque Néchémet, barque sacrée du dieu Osiris.

La barque étant un symbole du passage dans la mort, les souverains égyptiens se sont fait construire des barques funéraires, la plus connue étant celle de Khéops.

### Évolution moderne
- À l'orée du XXIe siècle sont apparues des barques en matériau moderne. Ses embarcations en aluminium sont parfois rivetées, parfois soudées. L'aluminium est un matériau léger, durable et qui ne nécessite aucun entretien. Les barques en aluminium en plus d'être légères ont une durée de vie illimitée et sont moins fragiles que des barques rotomoulées.
- Les barques rotomoulées sont conçues en polyéthylène haute densité et traitées anti-UVs, des bateaux robustes qui ne nécessitent pas d'entretien particulier.
- Les barques en aluminium quand elles, lorsqu'elles sont soudées ont une durée de vie illimitées et ont la particularité de ne pas s'abimer que le temps soit très chaud ou très froid. Compte tenu de la difficulté de la soudure en aluminium, il n'existe que peu de fabrique réalisant ce type de bateaux en aluminium soudées. Une fabrique artisanale française réalise toutefois des barques en aluminium soudées en fine épaisseur. L'aluminium reste un matériau très léger.